# Anija (gemeente)
Anija (Estisch: Anija vald) is een gemeente in de Estlandse provincie Harjumaa met 6.478 inwoners op 1 januari 2024 en een oppervlakte van 532,97 vierkante kilometer. De hoofdplaats van de gemeente is Kehra, dat tot 2002 een afzonderlijke stadsgemeente vormde. Uit Kehra is de succesvolste handbalclub van Estland afkomstig: HC Kehra.
In oktober 2017 werd de gemeente Aegviidu (een alevvald) bij Anija gevoegd.

## Spoorlijn
De spoorlijn Tallinn - Narva loopt door de gemeente. Parila, Kehra, Vikipalu, Mustjõe, Aegviidu en Nelijärve (een wijk van Aegviidu) hebben een station aan de lijn.

## Plaatsen
De gemeente telt:
- één stad (Estisch: linn): Kehra;
- één ‘kleine stad’ (Estisch: alev): Aegviidu;
- 31 dorpen (Estisch: küla): Aavere, Alavere, Anija, Arava, Härmakosu, Kaunissaare, Kehra, Kihmla, Kuusemäe, Lehtmetsa, Lilli, Linnakse, Looküla, Lükati, Mustjõe, Paasiku, Parila, Partsaare, Pikva, Pillapalu, Rasivere, Raudoja, Rooküla, Salumäe, Salumetsa, Soodla, Ülejõe, Uuearu, Vetla, Vikipalu en Voose.

Stadsgemeenten: Keila · Loksa · Maardu · Tallinn

Landgemeenten: Anija · Harku · Jõelähtme · Kiili · Kose · Kuusalu · Lääne-Harju · Raasiku · Rae · Saku · Saue vald · Viimsi